# Raphaël Rimaz
Raphaël Rimaz, né le 24 juin 1943 à Estavayer-le-Lac (originaire de Ponthaux) et mort le 23 mai 2017, est une personnalité politique du canton de Fribourg, en Suisse, membre de l'Union démocratique du centre (UDC).
Il est conseiller d'État, à la tête de la Direction de la justice, de la police et des affaires militaires, de 1987 à 1996.

## Sources
- Notices d'autorité :   - VIAF
  - IdRef
- Georges Andrey, John Clerc, Jean-Pierre Dorand et Nicolas Gex, Le Conseil d’État fribourgeois : 1848-2011 : son histoire, son organisation, ses membres, Fribourg, Éditions La Sarine, 2012, 143 p. (ISBN 978-2-88355-153-4, lire en ligne), p. 104
- Annuaire officiel de l'État de Fribourg 2012-13 (lire en ligne), p. 39.
- Sébastien Julan, « Poussée de la gauche plurielle », La Gruyère,‎ 7 mars 2006, p. 32 (lire en ligne, consulté le 23 mai 2017).
- Claude-Alain Gaillet, « Raphaël et Jean-Luc Rimaz: le père et le fils sur la même longueur d'onde », La Liberté,‎ 15 février 2006, p. 15.
- Jean-Luc Piller, « Vent nouveau », La Liberté,‎ 19 mars 1987, p. 11.